# Nikola Kalinić
Nikola Kalinić (Solin, 1988. január 5. –) horvát labdarúgó, csatár, a Hajduk Split játékosa.

## Pályafutása

### Hajduk Split
Kalinić 2005-ben, 17 évesen írt alá profi szerződést a Hajduk Splittel. November 19-én csapata kölcsönadta a Pulának, hogy tapasztalatot gyűjtsön. Éppen a Hajduk ellen mutatkozott be a bajnokságban. Bár nem volt állandó tagja a kezdőnek, bizonyította gólerősségét, 12 meccsen három gólt szerzett. A Pula mestere, Krunoslav Jurčić azt nyilatkozta róla, hogy ő lesz Horvátország Zlatan Ibrahimovića. Ezután a HNK Šibenik vette kölcsön, ahol nyolc bajnokin négy gólt lőtt.
Miután kölcsönszereplései alatt bebizonyította, hogy boldogul a horvát élvonalban, a Hajduk vezetői úgy döntöttek, hogy lehetőséget adnak neki. Egy Cibalia elleni mérkőzésen mutatkozott be, a kezdőben pedig az NK Osijek ellen kapott először lehetőséget. 17 bajnoki góljával ezüstérmes lett a gólkirályi versenyben Zelimir Terkes mögött. Összesen 26 találattal segítette csapatát a szezon során.
A következő idény remekül kezdődött Kalinić számára, gólt szerzett a Birkirkara FC elleni UEFA-kupa-selejtezőn, melyet csapata 4-0-ra nyert meg. A Dinamo Zagreb elleni rangadón is eredményes volt.
2009 júliusában egyhetes próbajátékra hívta a Portsmouth. Egyes források szerint a csapatok meg is egyeztek egymással egy 6 millió fontos vételárban, de mégsem jött létre az átigazolás. Ezután a Blackburn Roversszel is szóba hozták. Hamarosan el is utazott Angliába, hogy a kék-fehérekkel egyeztessen. Augusztus 1-jén a Hajduk Split elnöke bejelentette, hogy elfogadták a Blackburn ajánlatát.

### Blackburn Rovers
2009. augusztus 3-án a Blackburn Rovers leigazolta Kalinićot, aki egy négyéves kontraktust kapott. Úgy tudni, a Hajduk körülbelül 6 millió fontot kapott érte. A 22-es számú mez lett az övé a csapatnál. Augusztus 10-én megkapta a munkavállalási engedélyt az Egyesült Királyságban. Itt 2011-ig játszott.

### Atlético Madrid
2018. augusztus 9-én Kalinić egy 2021-ig tartó szerződést írt alá a spanyol Atlético Madriddal. 14,5 millió eurót fizettek ki érte.

### AS Roma
2019. szeptember 2-án az olasz AS Roma hivatalos honlapján jelentette be, hogy a 2019–2020-as szezont náluk tölti kölcsönben.

### A válogatottban
Kalinić U17-es, U19-es és U21-es szinten is képviselte már Horvátországot. Az U19-es csapatban 12 meccsen 11 gólt szerzett. Jó képességei miatt Slaven Bilić úgy döntött, behívja a felnőttek közé az utolsó néhány Eb-selejtezőre, végül azonban egy sérülés miatt nem tudta vállalni a játékot. Ennek ellenére bekerült a 2008-as Eb-re utazó csapatba.
2008. május 24-én, egy Moldova elleni barátságos meccsen mutatkozott be a nemzeti csapatban. Az Európa-bajnokságon egy meccsen, Lengyelország ellen kapott lehetőséget, csereként váltotta a győztes gólt szerző Ivan Klasnićot.
A 2018-as világbajnokságról idő előtt távoznia kellett, mivel a Nigéria elleni csoportmeccs utolsó perceire nem volt hajlandó csereként beállni. Engedetlensége miatt a horvát válogatott szövetségi kapitánya hazaküldte fegyelmezetlen játékosát, így egy percet sem játszott a világbajnoki ezüstérmet szerzett csapatban.

## Fordítás
- Ez a szócikk részben vagy egészben  a   Nikola Kalinić című angol Wikipédia-szócikk fordításán alapul.  Az eredeti cikk szerkesztőit annak laptörténete sorolja fel. Ez a jelzés csupán a megfogalmazás eredetét és a szerzői jogokat jelzi, nem szolgál a cikkben szereplő információk forrásmegjelöléseként.